# Physcomitrium hemisphaericum
Physcomitrium hemisphaericum är en bladmossart som beskrevs av Thériot och Potier de la Varde 1917. Physcomitrium hemisphaericum ingår i släktet huvmossor, och familjen Funariaceae. Inga underarter finns listade i Catalogue of Life.